# Pavel Nachimov
Pavel Stepanovitj Nachimov (ryska: Павел Степанович Нахимов), född 5 juli (23 juni enligt g.s.) 1802, död 12 juli (30 juni enligt g.s.) 1855, var en rysk amiral.

## Biografi
Nachimov deltog i Michail Lazarevs världsomsegling 1822–1825 och slaget vid Navarino (1827). I egenskap av chef på fregatten Pallas undsatte han Fort Golovin som ansattes hårt av kaukasierna 1845. År 1852 utnämndes Nachimov till viceamiral. Den 30 november 1853 tillintetgjorde han den turkiska flottan vid Sinop och var under belägringen av Sevastopol, vid sidan av sin tjänst som högste befälhavare över Svartahavsflottan, guvernör över Sevastopol och dess hamn. 1855 utnämndes han till amiral men han dog den 10 juli samma år till följd av ett erhållet sår.

## Nachimovorden

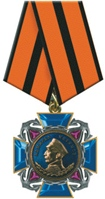

Nachimovorden är uppkallad efter amiral Nachimov. Den grundades i Sovjetunionen 1944. Den återupptogs som en orden i Ryska federationen 2010. Den förlänas som belöning för ledning av framgångsrika sjömilitära operationer i krigstid.

## Utmärkelser
Asteroiden 5667 Nakhimovskaya är uppkallad efter honom.